# George Pólya
George Pólya (em húngaro:  Pólya György); Budapeste, 13 de dezembro de 1887 — Palo Alto, 7 de setembro de 1985 foi um matemático húngaro e professor de matemática de 1914 a 1940 no ETH Zürich na Suíça, e de 1940 a 1953 na Stanford University. Pólya permaneceu como professor emérito de Stanford o resto de sua vida e carreira. Trabalhou com uma variedade de tópicos matemáticos, incluindo séries, teoria dos números, análise matemática, geometria, álgebra, combinatória e probabilidade. Também é notável sua contribuição para a heurística em educação matemática.

## Vida e obra
George Pólya nasceu em Budapeste, Áustria-Hungria, de pais asquenazes, Anna Deutsch e Jakab Pólya que, posteriormente, se converteram ao catolicismo romano em 1886. Embora seus pais fossem religiosos, Pólya foi batizado na Igreja Católica Romana e, posteriormente, tornou-se agnóstico.
Pólya foi professor de matemática de 1914 a 1940 no ETH Zürich na Suíça e de 1940 a 1953 na Stanford University. Posteriormente, permaneceu como Professor Emérito de Stanford o resto de sua vida e carreira. Ele trabalhou em uma variedade de tópicos matemáticos, incluindo  séries, teoria dos números, análise matemática, geometria, álgebra, combinatória e probabilidade.
Pólya morreu em Palo Alto, Califórnia, Estados Unidos.

## Heurística
No início de sua carreira, Pólya escreveu, juntamente com Gábor Szegő, dois livros que trabalhavam a resolução de problemas: Problemas e Teoremas de Análise. Posteriormente, começou a pesquisar sobre métodos de resolução de problemas. Em How to Solve It, Pólya dá uma ideia geral da heuristica de problemas matemáticos e não-matemáticos.
Pólya formulou as quatro etapas essenciais para a resolução de problemas:
1ª etapa - Compreender o problema;
2ª etapa - Traçar um plano;
3ª etapa - Colocar o plano em prática;
4ª etapa - Comprovar os resultados.